# 大河原隆則
大河原 隆則（おおかわら たかのり、1964年2月－）は、日本の彫刻家である。
宮崎県生まれ。福島県出身。父方は、田村郡の庄屋、母方は、会津の下級武士の家系。自衛官である父の仕事で宮崎県で生まれる。後に、福島県に転居する。国立福島大学教育学部美術科彫刻専攻卒業。白沢菊夫、佐藤忠良に師事。現在は、福島県郡山市に在住。
カノン比を求め、制作。バランスや比例、コントラポストに重きを置き、精神性、神秘性を制作。18歳の時から本格的に彫刻を造る。現代イタリア彫刻に影響を受ける。宗教的作品を中心に造形。
絵画も制作。抽象作品も手がける。統合失調症をわずらっている。副作用も酷く身体に表れてきている。（筋強凝症）海外展の参加、入賞も多く国際的な彫刻家とも言える。国内においては、公募団体展への入選、受賞は、７箇所に及ぶ。

## 経歴
福島大学在学中から、公募展への出品をしていて地方の公募展を始めに、全日本美術協会展に出品し会友推挙され、次に新制作展に出品し入選を重ね。2000年からは、自由美術展に出品を重ね、14回入選した後止める。海外展への出品等もある。2014年以降新構造展に出品し会員になる。
作品のモチーフは、主に人物で素材は、様々なものを扱っている。石、木、FRP、樹脂粘土、セメント、石膏、ブロンズ等と多岐に渡る。頭像、胸像を多く製作し、ほとんどモデルを使わない。全身像では、人体の比例に重きをおき失われたポリュクレイトスのカノン比を現代に表そうとする。最近は、抽象形態を造っている。
作品は、主に学校関係機関、幼稚園、中学校、高校、専門学校、博物館等や画廊に収蔵され、個人に販売されたものも多い。一連のキリスト像や、「啓示」「闘う人：証」「穿つ・人」等が、彼の代表作と言える。精神的身体的障害と闘いながら作品を制作している。

## 年譜
- 1982年 福島県立安積高校普通科卒業
- 1984年 全日本美術協会展　会友推挙
- 1984年 河北展（良い首だ、写実的にも力がある　の評：佐藤忠良）
- 1986年 国立福島大学教育学部美術科卒業
- 1986年 新制作展（第50回）初出品初入選
- 1989年 新制作展（第53回）
- 1991年 新制作展（第55回）
- 1995年 福島県展　県美術大賞（最高賞）
- 1996年 新制作展（第60回）
- 1998年 福島県立美術館長賞(福島県展）
- 1997年 木内克　美術大賞展
- 1998年 郡山市民文化センター１F（個展）
- 1998年 フィリップモリス　アート・アワード展
- 1999年 県立美術館長賞（福島県展）
- 2000年 福島県展招待作家となる。
- 2000年自由美術協会展　初入選
- 2001年佐藤忠良に師事
- 2004年 日本アンデパンダン展
- 2005年 クンスト・イン・ハイデルブルク賞
- 2006年 マルタ国観光文化大臣賞。福島現代美術ビエンナーレ2006（福島県文化センター）
- 2006年 正光画廊（個展）
- 2009年 アート・アズ・アートin札幌
- 2010年 アート・アズ・アートin沖縄
- 2010年 アートパズル展
- 2011年 第3回 美術評論とともに観る美術展
- 2011年 最優秀作品賞
- 2011年 銀座ギャラリーナミキ集団展
- 2011年 ”神 ”の像を発表
- 2013年 被災者を描く・郡山双葉町避難所
- 2016年新構造展 会員
- 2017年会員賞
- 2019年寺畑賞
- 2020年優秀賞
- 2021年新構造賞
- 2022年日展初出品初入選
- 2022年新制作展に再び出品し入選する。
- 2022年新構造展を退会する。
- 2023年新制作展に出品し入選する。

## 主な受賞歴
- 福島県展　大賞・県立美術館長賞・佳作・美術奨励賞・美術賞
- クンスト・イン・ハイデルベルク賞
- 観光文化大臣賞（マルタ国）
- 廬山夕照賞・中日現代国際美術展（中国、国立中国美術学院美術館）
- 新構造賞・優秀賞・寺畑賞・会員賞・奨励賞（新構造展）
- グランプリ（ジャパン・アート・フェスタ inプラハ)
- エキスポ大賞（アート・エキスポ in モロッコ）
- Na Silpa　顕彰（タイ）
- タイ王室作品収蔵

## 外部サイト
- 大河原隆則のHP
- ＜彫刻家＞・大河原隆則の美術歴 - ウェイバックマシン（2016年3月4日アーカイブ分）
- 彫刻家・芸術家のぼやき/大河原隆則・＜彫刻家＞絵画/彫刻の新作） - ウェイバックマシン（2014年8月6日アーカイブ分）